# 散步 (梭罗)
《散步》（英語：Walking）是亨利·戴维·梭罗作于1861年的随笔。梭罗曾以这篇散文在当年作过一次讲演，但该文于梭罗死后才被发表于《大西洋月刊》（第9卷，第56期，第657-674页）。它是以下引语的出处：
|  | 世界存乎野性。（In wildness is the preservation of the world.） |

它与拉尔夫·沃尔多·爱默生的《论自然》和乔治·珀金斯·马什的《人与自然》一起，已成为环境运动中最重要的随笔之一。